# Verdienstorden Nigers
Der Verdienstorden Nigers (französisch Ordre du mérite du Niger) ist eine staatliche Auszeichnung Nigers.

## Zweck, Geschichte und Verleihungspraxis
Der Verdienstorden Nigers soll Inländer und Ausländer aus dem öffentlichen und privaten Sektors Nigers auszeichnen, die bei der Erfüllung ihrer Aufgaben große Hingabe gezeigt und sich dabei Anerkennung erworben haben. Es handelt sich um die zweithöchste staatliche Ehrung des Landes nach dem Nationalorden Nigers.
Der Orden wurde am 24. Juni 1963 gegründet. Seine Verwaltung obliegt dem Großkanzler der Nationalorden. Für die Empfänger der Auszeichnung gilt ein Mindestalter von 35 Jahren.
Die Verleihungen finden in der Regel am Nationalfeiertag am 3. August und am Tag der Republik am 18. Dezember durch den Staatspräsidenten in seiner Eigenschaft als Großmeister der Nationalorden statt.

## Ordensstufen
Der Verdienstorden Nigers wird in fünf Ordensstufen vergeben, hier in absteigender Reihenfolge:
- Großkreuz (Grand-croix)
- Großoffizier (Grand-officier)
- Kommandeur (Commandeur)
- Offizier (Officier)
- Ritter (Chevalier)

Für die einzelnen Stufen sind jährliche Kontingente festgelegt: bei der Anzahl der Offiziere nicht mehr als 40 % der Anzahl der Ritter, bei der Anzahl der Kommandeure nicht mehr als 40 % der Anzahl der Offiziere, bei der Anzahl der Großoffiziere nicht mehr als 20 % der Anzahl der Kommandeure und bei der Anzahl der Träger des Großkreuzes nicht mehr als 20 % der Großoffiziere.

## Gestaltung und Trageweise
Die Auszeichnung besteht aus einer Medaille am Band, einer Anstecknadel, einer Bandschnalle und einer Urkunde, die vom Staatspräsidenten unterzeichnet und vom Großkanzler gegengezeichnet wurde.
In der Mitte des Ordens sind das Wappen Nigers aus grünem Emaille und ein Spruchband aus weißem Emaille mit der Inschrift Mérite du Niger angebracht. Diese sind von einem achtzackigen Stern umgeben.
Die Orden der Stufen Ritter und Offizier werden auf der linken Seite in Brusthöhe, jene der Stufe Kommandeur um den Hals und jene der Stufe Großoffizier unterhalb der rechten Brust zusätzlich zu einem Offizierskreuz getragen. Beim Großkreuz werden die Plakette unterhalb der linken Brust und eine Bandschleife in einer Schlinge um die rechte Schulter angelegt. Für Ritter, Offiziere und Kommandeure gibt es für den Abend eine Miniatur-Ausführung, die auf der Brust getragen wird.

## Bekannte Träger (Auswahl)

### Großkreuz
- Mahamadou Ibrahim Bagadoma (* 1961), General
- Chang Ch’ün (1889–1990), Politiker
- Chiang Ching-kuo (1910–1988), Politiker
- Henri Costilhes (1916–1995), Diplomat
- Ernst Ferber (1914–1998), General
- Mounkaïla Issa (* 1955), General und Politiker
- Adamou Moumouni Djermakoye (1939–2009), Offizier, Politiker und Diplomat
- Franz Josef Strauß (1915–1988), Politiker

### Großoffizier
- Akinwumi Adesina (* 1960), Politiker
- Hamid Algabid (* 1941), Politiker
- Boubakar Ba (1935–2013), Mathematiker
- Abdoulkarim Goukoye (1964–2021), General
- Abdou Labo (* 1950), Politiker

### Kommandeur
- Leopold Bill von Bredow (* 1933), Jurist und Diplomat
- Mahamane Laouali Dan-Dah (* 1966), Jurist und Politiker
- Aliko Dangote (* 1957), Unternehmer
- Marcel Escure (* 1963), Diplomat
- Amadou Hassane (* 1931), Politiker und Gewerkschafter
- Hassane Kounou (1949–2018), Politiker und Diplomat
- Ahmed Mohamed (* 1955), Offizier und Politiker
- Hermann Nicolai (* 1959), Diplomat
- Ibrahim Nomao (* 1963), Politiker und Manager
- Amadou Ousmane (1948–2018), Journalist und Schriftsteller
- Martine Schommer (* 1961), Diplomatin und Entwicklungspolitikerin
- Eric Whitaker (* 1957), Diplomat
- Bisa Williams (* 1954), Diplomatin

### Offizier
- Souley Abdoulaye (1956–2023), Politiker und Bankmanager
- Abdoulrazak Issoufou Alfaga (* 1994), Taekwondo-Kämpfer
- Seyni Garba (* 1953), Offizier und Diplomat
- Yayé Garba (1957–2013), Offizier
- Djibrilla Hima Hamidou (* 1965), Offizier
- Abdoulaye Khamed (1956–2020), Medienmanager und Politiker
- Hassoumi Massoudou (* 1957), Politiker
- Abdourahamane Tiani (* 1964), General, Staatschef

### Ritter
- Hima Adamou (1936–2017), Journalist, Schauspieler und Dramatiker
- Mahamane Bakabé (* 1947), Filmregisseur
- Boubacar Boureima (* 1958), Diplomat
- Moumouni Boureima (* 1952), General, Politiker und Diplomat
- Salou Djibo (* 1965), Offizier, Staatschef Nigers
- Abdou Harouna (* 1968), Manager und Politiker
- Sido Hassane (1932–1982), Lehrer und Gewerkschafter
- Adamou Idé (* 1951), Schriftsteller
- Soumana Kalkoye (* 1966), Offizier
- Rahmatou Keïta (* 1957), Filmregisseurin, Journalistin und Autorin
- Chékou Koré Lawel (* 1957), General
- Amadou Seyni Maïga (* 1942), Offizier, Politiker und Diplomat
- Salifou Mody (* 1962), General und Diplomat
- Adolphe Sagbo (* 1953), Unternehmer und Politiker
- Seidnaly Sidhamed (* 1957), Modedesigner